# Charlie Day
Charles Peckham "Charlie" Day (Nova York, 9 de febrer de 1976) és un actor estatunidenc, músic i guionista, conegut principalment pel seu paper de Charlie Kelly a It's Always Sunny in Philadelphia, així com pel seu paper en les pel·lícules Horrible Bosses (2011) i Pacific Rim (2013). També ha fet de doblador en la pel·lícula de Lego (2014).

## Filmografia

### Cinema
| Any          | Títol                                                    | Paper                  | Notes                                     |
| ------------ | -------------------------------------------------------- | ---------------------- | ----------------------------------------- |
| 2000         | Mary and Rhoda                                           | Mailroom Kid           | Telefilm                                  |
| 2001         | Late Summer                                              | Trevor                 | Curtmetratge                              |
| 2001         | Campfire Stories                                         | Joe Boner              |                                           |
| 2002         | Bad Company                                              | Stoner                 | No apareix als títols de crèdit           |
| 2005         | Love Thy Neighbor                                        | Dependent              |                                           |
| 2008         | A Quiet Little Marriage                                  | Adam                   |                                           |
| 2010         | Salvant les distàncies (Going the Distance)              | Dan                    |                                           |
| 2011         | Horrible Bosses                                          | Dale Arbus             |                                           |
| 2013         | Monsters University                                      | Art                    | Veu                                       |
| 2013         | Pacific Rim                                              | Dr. Newt Geiszler      |                                           |
| 2013         | Party Central                                            | Art                    | Veu Curtmetratge                          |
| 2014         | La Lego pel·lícula (The Lego Movie)                      | Benny                  | Veu                                       |
| 2014         | Com matar el teu cap 2                                   | Dale Arbus             |                                           |
| 2015         | Vacation                                                 | Chad                   |                                           |
| 2016         | The Lego Movie: 4D – A New Adventure                     | Benny                  | Veu Curtmetratge Atracció                 |
| 2016         | The Hollars                                              | Jason                  |                                           |
| 2017         | Fist Fight                                               | Andrew "Andy" Campbell | També productor executiu                  |
| 2017         | I Love You, Daddy                                        | Ralph                  |                                           |
| 2018         | Pacific Rim: Uprising                                    | Dr. Newton Geiszler    |                                           |
| 2018         | Hotel Artemis                                            | Acapulco               |                                           |
| 2019         | La Lego pel·lícula 2 (The Lego Movie 2: The Second Part) | Benny                  | Veu                                       |
| Per anunciar | El Tonto                                                 | The Fool               | Postproducció; també director i guionista |